# 2018-as labdarúgó-világbajnokság-selejtező (CONCACAF – 5. forduló)
A 2018-as labdarúgó-világbajnokság észak-amerikai selejtezőjének 5. fordulójának mérkőzéseit tartalmazó lapja.

## Lebonyolítás
Az ötödik fordulóban 6 csapat vett részt: a negyedik forduló 6 továbbjutója. A csapatok egy csoportot alkottak, ahol körmérkőzéses oda-visszavágós rendszerben mérkőztek meg egymással. Az első három helyezett kijutott a világbajnokságra, a negyedik helyezett interkontinentális pótselejtezőn vett részt. A mérkőzéseket 2016. november 7. és 2017. október 10. között játszották le.

## Az előző fordulóból továbbjutott csapatok
| Csoport | Győztes          | Második            |
| ------- | ---------------- | ------------------ |
| A       | Mexikó           | Honduras           |
| B       | Costa Rica       | Panama             |
| C       | Egyesült Államok | Trinidad és Tobago |

## Tabella
| Hely. | Csapat             | M  | Gy | D | V | G+ | G– | Gk  | P  | Továbbjutás                                   |     | Mexikó | Costa Rica | Panama | Honduras | Amerikai Egyesült Államok | Trinidad és Tobago |
| ----- | ------------------ | -- | -- | - | - | -- | -- | --- | -- | --------------------------------------------- | --- | ------ | ---------- | ------ | -------- | ------------------------- | ------------------ |
| 1.    | Mexikó             | 10 | 6  | 3 | 1 | 16 | 7  | +9  | 21 | Kijutott a 2018-as labdarúgó-világbajnokságra |     | —      | 2–0        | 1–0    | 3–0      | 1–1                       | 3–1                |
| 2.    | Costa Rica         | 10 | 4  | 4 | 2 | 14 | 8  | +6  | 16 | Kijutott a 2018-as labdarúgó-világbajnokságra |     | 1–1    | —          | 0–0    | 1–1      | 4–0                       | 2–1                |
| 3.    | Panama             | 10 | 3  | 4 | 3 | 9  | 10 | −1  | 13 | Kijutott a 2018-as labdarúgó-világbajnokságra |     | 0–0    | 2–1        | —      | 2–2      | 1–1                       | 3–0                |
| 4.    | Honduras           | 10 | 3  | 4 | 3 | 13 | 19 | −6  | 13 | Interkontinentális pótselejtező               |     | 3–2    | 1–1        | 0–1    | —        | 1–1                       | 3–1                |
| 5.    | Egyesült Államok   | 10 | 3  | 3 | 4 | 17 | 13 | +4  | 12 |                                               |     | 1–2    | 0–2        | 4–0    | 6–0      | —                         | 2–0                |
| 6.    | Trinidad és Tobago | 10 | 2  | 0 | 8 | 7  | 19 | −12 | 6  |                                               | 0–1 | 0–2    | 1–0        | 1–2    | 2–1      | —                         |                    |

## Mérkőzések
| 2016. november 11. 14:35 (UTC−6) |

| Honduras | 0–1               | Panama      |
| -------- | ----------------- | ----------- |
|          | (0–1) Jegyzőkönyv | Escobar 22' |

| Estadio Olímpico Metropolitano, San Pedro Sula Nézőszám: 38 000 Játékvezető: Yadel Martínez (kubai) |

| 2016. november 11. 19:05 (UTC−4) |

| Trinidad és Tobago | 0–2               | Costa Rica                  |
| ------------------ | ----------------- | --------------------------- |
|                    | (0–0) Jegyzőkönyv | Bolaños 65' Matarrita 90+2' |

| Hasely Crawford Stadium, Port of Spain Nézőszám: 13 500 Játékvezető: Oscar Moncada (hondurasi) |

| 2016. november 11. 20:01 (UTC−5) |

| Egyesült Államok | 1–2               | Mexikó                |
| ---------------- | ----------------- | --------------------- |
| Wood 49'         | (0–1) Jegyzőkönyv | Layún 20' Márquez 89' |

| Mapfre Stadium, Columbus Nézőszám: 24 640 Játékvezető: Walter López (guatemalai) |

| 2016. november 15. 16:05 (UTC−6) |

| Honduras                               | 3–1               | Trinidad és Tobago |
| -------------------------------------- | ----------------- | ------------------ |
| Quioto 16' Izaguirre 19' Hernández 81' | (2–0) Jegyzőkönyv | Mitchell 51'       |

| Estadio Olímpico Metropolitano, San Pedro Sula Nézőszám: 32 900 Játékvezető: Jair Marrufo (amerikai) |

| 2016. november 15. 20:05 (UTC−6) |

| Costa Rica                               | 4–0               | Egyesült Államok |
| ---------------------------------------- | ----------------- | ---------------- |
| Venegas 44' Bolaños 68' Campbell 74' 78' | (1–0) Jegyzőkönyv |                  |

| Estadio Nacional de Costa Rica, San José Nézőszám: 35 062 Játékvezető: César Arturo Ramos (mexikói) |

| 2016. november 15. 21:05 (UTC−5) |

| Panama | 0–0         | Mexikó |
| ------ | ----------- | ------ |
|        | Jegyzőkönyv |        |

| Estadio Rommel Fernández, Panamaváros Nézőszám: 26 500 Játékvezető: Ricardo Montero (Costa Rica-i) |

| 2017. március 24. 19:00 (UTC−4) |

| Trinidad és Tobago | 1–0               | Panama |
| ------------------ | ----------------- | ------ |
| Molino 37'         | (1–0) Jegyzőkönyv |        |

| Hasely Crawford Stadium, Port of Spain Nézőszám: 12 000 Játékvezető: Melvin Matamoros (hondurasi) |

| 2017. március 24. 19:50 (UTC−6) |

| Mexikó                  | 2–0               | Costa Rica |
| ----------------------- | ----------------- | ---------- |
| Hernández 7' Araujo 45' | (2–0) Jegyzőkönyv |            |

| Estadio Azteca, Mexikóváros Nézőszám: 61 697 Játékvezető: Jhon Pitti (panamai) |

| 2017. március 24. 19:50 (UTC−7) |

| Egyesült Államok                                       | 6–0               | Honduras |
| ------------------------------------------------------ | ----------------- | -------- |
| Lletget 5' Bradley 27' Dempsey 32' 49' 54' Pulisic 46' | (3–0) Jegyzőkönyv |          |

| Avaya Stadium, San José Nézőszám: 17 729 Játékvezető: Walter López (guatemalai) |

| 2017. március 28. 15:00 (UTC−6) |

| Honduras   | 1–1               | Costa Rica |
| ---------- | ----------------- | ---------- |
| Lozano 35' | (1–0) Jegyzőkönyv | Waston 68' |

| Estadio Francisco Morazán, San Pedro Sula Nézőszám: 15 800 Játékvezető: Joel Aguilar (salvadori) |

| 2017. március 28. 19:00 (UTC−4) |

| Trinidad és Tobago | 0–1               | Mexikó    |
| ------------------ | ----------------- | --------- |
|                    | (0–0) Jegyzőkönyv | Reyes 58' |

| Hasely Crawford Stadium, Port of Spain Nézőszám: 14 822 Játékvezető: Valdin Legister (jamaicai) |

| 2017. március 28. 21:05 (UTC−5) |

| Panama    | 1–1               | Egyesült Államok |
| --------- | ----------------- | ---------------- |
| Gómez 44' | (1–1) Jegyzőkönyv | Dempsey 40'      |

| Estadio Rommel Fernandez, Panamaváros Nézőszám: 23 052 Játékvezető: César Arturo Ramos (mexikói) |

| 2017. június 9. 18:00 (UTC−6) |

| Egyesült Államok | 2–0               | Trinidad és Tobago |
| ---------------- | ----------------- | ------------------ |
| Pulisic 52' 62'  | (0–0) Jegyzőkönyv |                    |

| Dick's Sporting Goods Park, Commerce City Nézőszám: 19 188 Játékvezető: Óscar Moncada (hondurasi) |

| 2017. június 9. 20:00 (UTC−6) |

| Costa Rica | 0–0         | Panama |
| ---------- | ----------- | ------ |
|            | Jegyzőkönyv |        |

| Estadio Nacional de Costa Rica, San José Nézőszám: 35 040 Játékvezető: Jair Marrufo (amerikai) |

| 2017. június 9. 21:00 (UTC−5) |

| Mexikó                            | 3–0               | Honduras |
| --------------------------------- | ----------------- | -------- |
| Alanís 35' Lozano 63' Jiménez 66' | (1–0) Jegyzőkönyv |          |

| Estadio Azteca, Mexikóváros Nézőszám: 38 565 Játékvezető: Drew Fischer (kanadai) |

| 2017. június 11. 19:30 (UTC−5) |

| Mexikó   | 1–1               | Egyesült Államok |
| -------- | ----------------- | ---------------- |
| Vela 23' | (1–1) Jegyzőkönyv | Bradley 6'       |

| Estadio Azteca, Mexikóváros Nézőszám: 71 319 Játékvezető: Joel Aguilar (salvadori) |

| 2017. június 13. 20:35 (UTC−5) |

| Panama               | 2–2               | Honduras           |
| -------------------- | ----------------- | ------------------ |
| Pérez 41' Torres 90' | (1–1) Jegyzőkönyv | Quioto 5' Elis 66' |

| Estadio Rommel Fernandez, Panamaváros Nézőszám: 25 900 Játékvezető: Roberto García Orozco (mexikói) |

| 2017. június 13. 20:00 (UTC−6) |

| Costa Rica        | 2–1               | Trinidad és Tobago |
| ----------------- | ----------------- | ------------------ |
| Calvo 1' Ruiz 44' | (2–1) Jegyzőkönyv | Molino 35'         |

| Estadio Nacional de Costa Rica, San José Nézőszám: 34 429 Játékvezető: Yadel Martínez (kubai) |

| 2017. szeptember 1. 18:55 (UTC−4) |

| Egyesült Államok | 0–2               | Costa Rica    |
| ---------------- | ----------------- | ------------- |
|                  | (0–1) Jegyzőkönyv | Ureña 30' 82' |

| Red Bull Arena, Harrison Nézőszám: 26 500 Játékvezető: John Pitti (panamai) |

| 2017. szeptember 1. 20:00 (UTC−4) |

| Trinidad és Tobago      | 1–2               | Honduras             |
| ----------------------- | ----------------- | -------------------- |
| J. Jones 67' (11-esből) | (0–2) Jegyzőkönyv | A. López 7' Elis 16' |

| Ato Boldon Stadium, Couva Nézőszám: 8000 Játékvezető: Fernando Guerrero (mexikói) |

| 2017. szeptember 1. 20:30 (UTC−5) |

| Mexikó     | 1–0               | Panama |
| ---------- | ----------------- | ------ |
| Lozano 53' | (0–0) Jegyzőkönyv |        |

| Estadio Azteca, Mexikóváros Nézőszám: 37 835 Játékvezető: Walter López Castellanos (guatemalai) |

| 2017. szeptember 5. 15:36 (UTC−6) |

| Honduras   | 1–1               | Egyesült Államok |
| ---------- | ----------------- | ---------------- |
| Quioto 27' | (1–0) Jegyzőkönyv | Wood 85'         |

| Estadio Olímpico Metropolitano, San Pedro Sula Nézőszám: 38 000 Játékvezető: Joel Aguilar (salvadori) |

| 2017. szeptember 5. 20:05 (UTC−6) |

| Costa Rica | 1–1               | Mexikó             |
| ---------- | ----------------- | ------------------ |
| Ureña 83'  | (0–1) Jegyzőkönyv | Gamboa 42' (öngól) |

| Estadio Nacional de Costa Rica, San José Nézőszám: 34 420 Játékvezető: Mark Geiger (amerikai) |

| 2017. szeptember 5. 21:05 (UTC−5) |

| Panama                                        | 3–0               | Trinidad és Tobago |
| --------------------------------------------- | ----------------- | ------------------ |
| G. Torres 39' Mitchell 58' (öngól) Arroyo 85' | (1–0) Jegyzőkönyv |                    |

| Estadio Rommel Fernández, Panamaváros Nézőszám: 17 500 Játékvezető: Henry Bejarano (costa rica-i) |

| 2017. október 6. 19:35 (UTC−4) |

| Egyesült Államok                                | 4–0               | Panama |
| ----------------------------------------------- | ----------------- | ------ |
| Pulisic 8' Altidore 19' 43' (11-esből) Wood 63' | (3–0) Jegyzőkönyv |        |

| Orlando City Stadium, Orlando Nézőszám: 25 303 Játékvezető: Roberto García Orozco (mexikói) |

| 2017. október 6. 20:40 (UTC−5) |

| Mexikó                                    | 3–1               | Trinidad és Tobago |
| ----------------------------------------- | ----------------- | ------------------ |
| Lozano 78' J. Hernández 88' Herrera 90+4' | (0–0) Jegyzőkönyv | Winchester 66'     |

| Estadio Alfonso Lastras, San Luis Potosí Nézőszám: 25 111 Játékvezető: Kimbell Ward (St. Kitts és Nevis-i) |

| 2017. október 7. 16:00 (UTC−6) |

| Costa Rica   | 1–1               | Honduras      |
| ------------ | ----------------- | ------------- |
| Waston 90+5' | (0–0) Jegyzőkönyv | Hernández 66' |

| Estadio Nacional de Costa Rica, San José Nézőszám: 24 948 Játékvezető: César Arturo Ramos (mexikói) |

| 2017. október 10. 18:00 (UTC−6) |

| Honduras                              | 3–2               | Mexikó               |
| ------------------------------------- | ----------------- | -------------------- |
| Elis 34' Ochoa 53' (öngól) Quioto 60' | (1–2) Jegyzőkönyv | Peralta 17' Vela 37' |

| Estadio Olímpico Metropolitano, San Pedro Sula Nézőszám: 37 000 Játékvezető: Joel Aguilar (salvadori) |

| 2017. október 10. 19:00 (UTC−5) |

| Panama                      | 2–1               | Costa Rica  |
| --------------------------- | ----------------- | ----------- |
| G. Torres 52' R. Torres 88' | (0–1) Jegyzőkönyv | Venegas 36' |

| Estadio Rommel Fernández, Panamaváros Nézőszám: 26 503 Játékvezető: Walter López Castellanos (guatemalai) |

| 2017. október 10. 20:00 (UTC−4) |

| Trinidad és Tobago                | 2–1               | Egyesült Államok |
| --------------------------------- | ----------------- | ---------------- |
| Gonzalez 17' (öngól) A. Jones 37' | (2–0) Jegyzőkönyv | Pulisic 47'      |

| Ato Boldon Stadium, Couva Nézőszám: 1500 Játékvezető: Marlon Mejia (salvadori) |